# جرذ فيلي
جرذ فيلي (الاسم العلمي: Rattus elaphinus) (بالإنجليزية: Sula Archipelago Rat)‏ هو نوع من الحيوانات يتبع جنس الجرذ من الفصيلة الفأرية.